# Centro de Aprendizaje Edward Roybal
El Centro de Aprendizaje Edward Roybal (Edward R. Roybal Learning Center), originalmente el Centro de Aprendizaje Belmont (Belmont Learning Center) o Complejo de Aprendizaje Belmont (Belmont Learning Complex), es una escuela preparatoria en Los Ángeles. El Distrito Escolar Unificado de Los Ángeles (LAUSD, por sus siglas en inglés) gestiona la escuela.
La construcción de la escuela costó $400 millones de dólares. El Centro de Aprendizaje Belmont fue el proyecto más caro de construcción de una escuela preparatoria en los Estados Unidos. Las acusaciones de la tierra tóxica resultaron en luchas políticas internas y renuncias. La escuela abrió en 2008, relevando a la Escuela Preparatoria Belmont. Fue retrasada por lo menos nueve años. Originalmente la planificación incluyó vivienda y minorista. Actualmente la escuela no tiene vivienda ni minorista.